# Porto di Itajaí

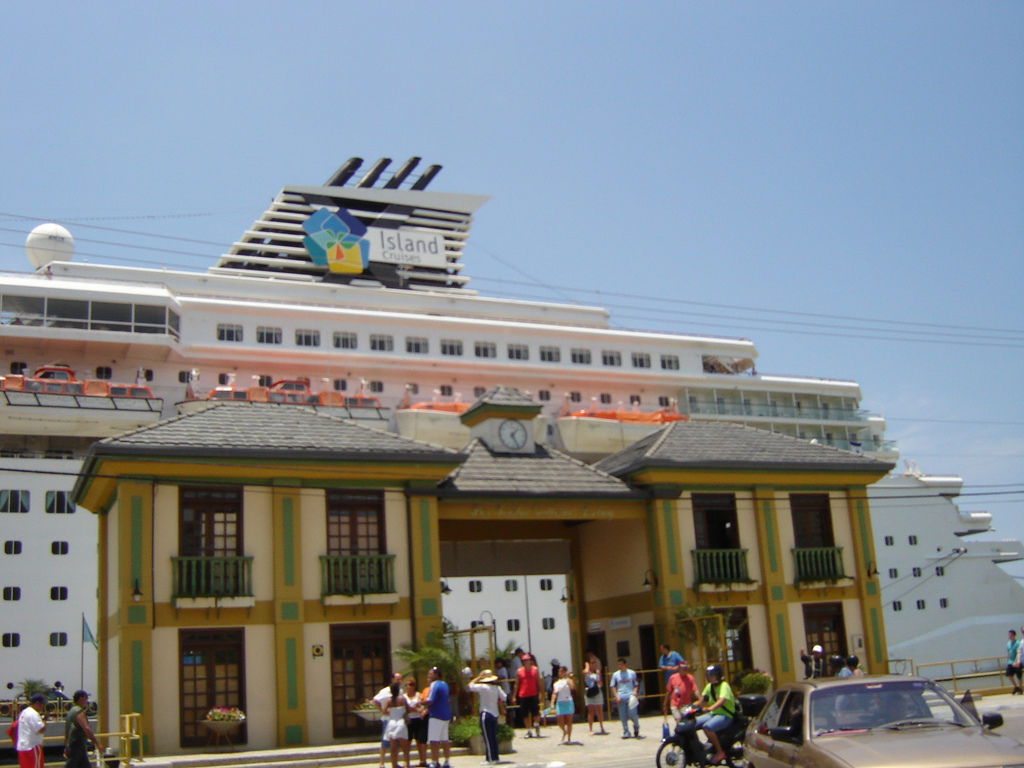
Molo di Itajaí con nave da crociera ormeggiata.

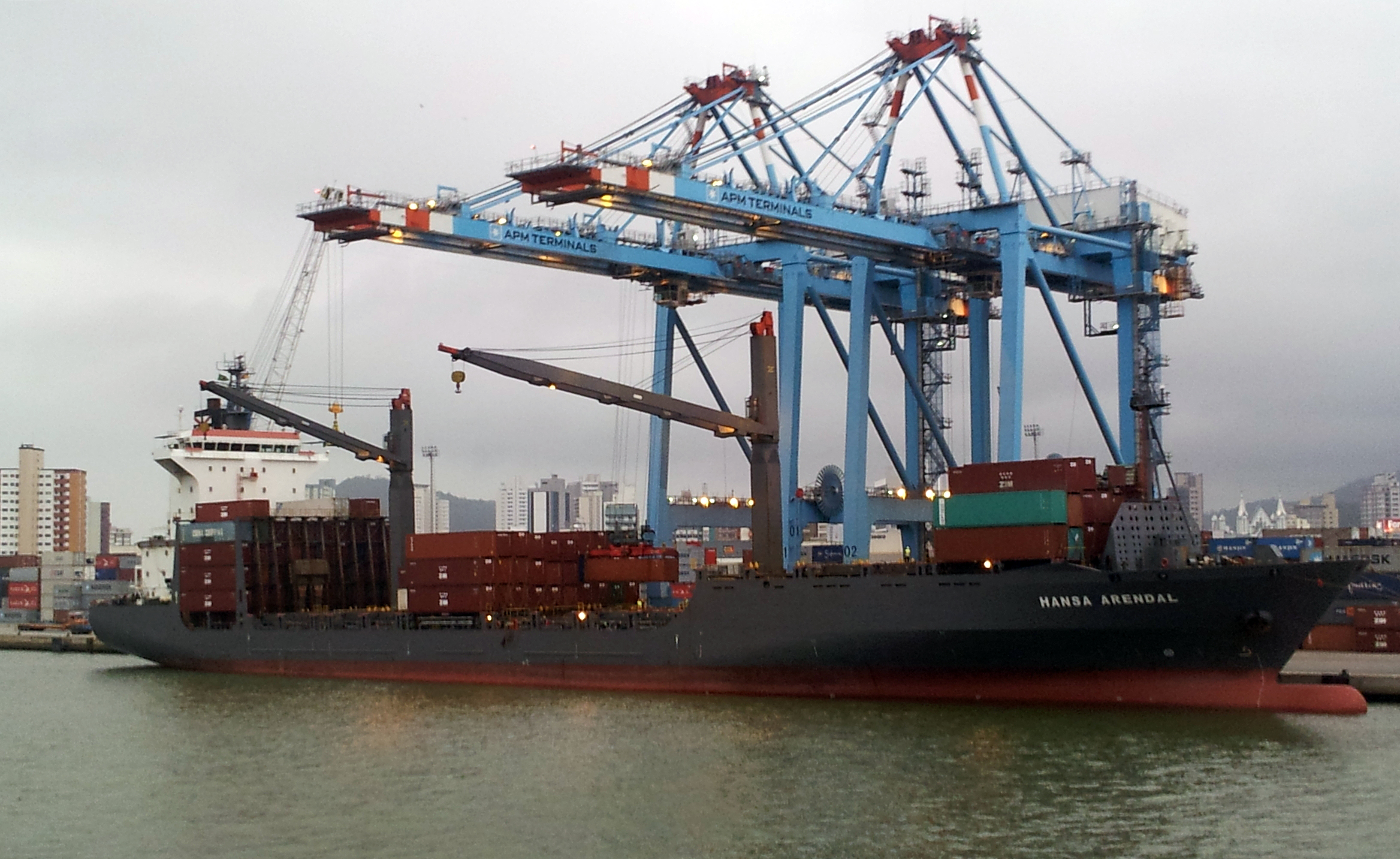
Nave da carico ormeggiata in porto.

Il Porto di Itajaí (in portoghese: Porto de Itajaí) è uno dei principali porti di Brasile e America Latina. È un porto marittimo situato nella città di Itajaí, Santa Catarina. Nella movimentazione dei container, è il secondo porto più grande del Brasile; guida la classifica tra gli esportatori di prodotti surgelati.
Il sistema di accesso terrestre al porto è garantito dalle autostrade BR-470, BR-101 e BR-486.
È il principale porto della regione, essendo il secondo del paese per la movimentazione di container, funge da porto di esportazione, prosciugando quasi tutta la produzione dello Stato. Negli ultimi anni, i principali beni gestiti dal porto di Itajaí sono stati: legno e derivati; polli congelati (il più grande porto di esportazione del Brasile); ceramica; Carta kraft; macchine e accessori; tabacco; veicoli, prodotti tessili; zucchero e carne congelata. Nelle importazioni, i prodotti principali sono macchinari, motori e attrezzature.
È amministrato dalla Superintendencia del Puerto de Itajaí, l'autorità municipale della Prefectura de Itajaí. La sua area di influenza è costituita dagli stati di Santa Catarina, Rio Grande do Sul, Paraná, Mato Grosso, Mato Grosso do Sul e San Paolo.
Si trova sulla riva destra del fiume Itajaí-Açu, a circa 3,2 km dalla sua foce, sulla costa nord dello stato di Santa Catarina. È di fronte al porto di Navegantes.

## Storia
Dalla metà del XIX secolo, Itajaí disponeva di magazzini per la circolazione delle merci e, a partire dal 1905, furono sviluppati studi per definire nuove strutture portuali per la località. Il 17 luglio 1912 iniziò la costruzione di un molo nella parte meridionale della foce del fiume Itajaí-Açu e, il 14 maggio 1938, iniziò la costruzione di un molo di 233 m. Successivamente, questa banchina fu ampliata nel 1950 e nel 1956, aumentando di 470 m, e dal 1950 al 1964 furono costruiti quattro magazzini, uno dei quali per merci refrigerate.
Con decreto n. 58,780, del 28 giugno 1966, è stato costituito il consiglio di amministrazione del porto di Itajaí, che ha sostituito l '"ispezione fiscale dei porti di São Francisco do Sul e Itajaí", nell'amministrazione del dipartimento nazionale dei porti e corsi d'acqua.
Con la costituzione dell'Empresa de Portos do Brasil S.A. (Portobrás), autorizzato dalla Legge n. 6.222, del 10 luglio 1975, è stata creata l'ente ad essa collegato, l'Amministrazione del Porto di Itajaí. Con l'estinzione di Portobrás nel 1990, l'amministrazione del porto è stata trasferita alla Companhia Docas do Estado de São Paulo (Codesp). A partire dal 2 giugno 1995, tramite un accordo di decentramento, il porto è stato amministrato dal comune di Itajaí. Successivamente, con un Accordo di Delegazione del 1º dicembre 1997, entrato in vigore il 1º gennaio 1998, il comune di Itajaí è stato confermato come autorità per l'esplorazione del porto, attraverso l'Amministrazione Hidroviária Docas Catarinense (ADHOC). Infine, la Legge Municipale n. 3.513 del 6 giugno 2000, del Comune di Itajaí, ha trasformato l'organo in un'Autarchia municipale, con il nome di Sovrintendenza del Porto di Itajaí per amministrare il porto di riferimento.